# Iqaluit
Iqaluit (nekadašnji Frobisher Bay) je glavni grad kanadskog federalnog teritorija Nunavut od 6 699 stanovnika

## Vanjske poveznice
- Iqaluit na portalu Encyclopædia Britannica (engl.)